# Карахан, Пелин
Вильда́н Пели́н Караха́н Гюнта́й (тур. Vildan Pelin Karahan; 6 октября 1984, Анкара) — турецкая актриса. Наиболее известна благодаря роли Михримах-султан в культовом сериале «Великолепный век».

## Биография
Пелин родилась 6 октября  1984 года в Анкаре, Турция. У неё есть сестра Джансу. Пелин окончила лицей Соколлу Мехмеда-паши в Анкаре (тур. Ankara Sokullu Mehmet Paşa Lisesi), затем — Анатолийский университет менеджмента и туризма (тур. Anadolu Üniversitesi Turizm İşletme).

## Карьера
Снималась в рекламе Nestle, Coca-Cola Light и др. Первую роль Пелин Карахан получила в сериале Мечтатели (тур. Kavak Yelleri), транслировавшегося в Турции на «Kanal D» с 2007 по 2011 год. С 2012 по 2014 год играла роль Михримах-султан в историческом сериале «Великолепный век».
С 2015 по 2016 год Пелин играла роль Айлин Харманлы в сериале «Хватит».

## Личная жизнь
Пелин Карахан была замужем за тренером по фитнесу и пилатесу Эрдинчем Бекироглу. Свадьба проходила в Барселоне, Испания. Пара развелась в ноябре 2013 года.
В начале 2014 года, актриса завязала отношения с турецким бизнесменом Бедри Гюнтаем. В мае 2014 года они обручились; свадьба планировалась на лето 2014 года и состоялась 24 июня во дворце Адиле Султан. 27 декабря Пелин и Бедри стали родителями: в 16:10 по местному времени Пелин родила сына, которого назвали Али Демир. В начале 2017 года стало известно, что пара ожидает второго ребенка. 27 марта 2017 года Пелин родила второго сына Джана Эюпа.

## Фильмография
| Год       |   | Русское название | Оригинальное название | Роль            |
| --------- | - | ---------------- | --------------------- | --------------- |
| 2018      | с | Враг в моём доме | Yuvamdaki Dusman      | Тюлин           |
| 2015—2016 | с | Хватит           | Yeter                 | Айлин Харманлы  |
| 2012—2014 | с | Великолепный век | Muhteşem Yüzyıl       | Михримах Султан |
| 2008      | с | Беяз шоу         | Beyaz show            | камео           |
| 2007—2010 | с | Мечтатели        | Kavak Yelleri         | Аслы Зейбек     |
| 2005      | ф | Джемаль          | Cemalim               | Зейнеп          |

## Награды
| Награды | Награды                 | Награды                | Награды   |
| Год     | Награда                 | Категория              | Фильм     |
| ------- | ----------------------- | ---------------------- | --------- |
| 2011    | Medya ve Sanat Ödülleri | Лучшая актриса сериала | Мечтатели |

## Примечание
1. 1 2  Pelin Karahan boşandı!. Haberturk.com. 19 Kasım 2013. Архивировано 2013-12-05. Дата обращения: 19 Kasım 2013. {{cite news}}: Проверьте значение даты: |accessdate= and |date= (справка)
2. ↑  Pelin Karahan Muhteşem Yüzyıl'da. Hürriyet. 2012-05-24. Архивировано 11 января 2014. Дата обращения: 30 июля 2012.
3. ↑  Pelin Karahan evlendi!. Haberturk.com. 2011-10-23. Архивировано 11 июня 2012. Дата обращения: 30 июля 2012.
4. ↑  Evlilik vizesi çıktı. Haberturk.com. 23 Mayıs 2014. Архивировано 2014-06-07. Дата обращения: 2014-06-03. {{cite news}}: Проверьте значение даты: |date= (справка)
5. ↑  Pelin Karahan evlendi. Haberturk.com. 25.6.2014. Архивировано 2014-06-27. Дата обращения: 2014-06-25. {{cite news}}: Проверьте значение даты: |date= (справка)
6. ↑  Pelin Karahan anne oldu. Haberturk.com. 28 Aralık 2014. Архивировано 2014-12-28. Дата обращения: 28 Aralık 2014. {{cite news}}: Проверьте значение даты: |accessdate= and |date= (справка)
7. ↑  Pelin Karahan: Can Eyüp bizi ağlattı. Haberturk.com. 31 Mart 2017. Архивировано 2017-11-13. Дата обращения: 2017-11-12. {{cite news}}: Проверьте значение даты: |date= (справка)